# Aaron Miles (baseball)
Pour l’article homonyme, voir Aaron Miles (basket-ball).
Aaron Wade Miles (né le 15 décembre 1976 à Pittsburg, Californie, États-Unis) est un ancien joueur de la Ligue majeure de baseball. Il évolue de 2003 à 2011 à la position de joueur de deuxième but.

## Carrière

### White Sox de Chicago
Aaron Miles évolue en ligues mineures dans l'organisation des Astros de Houston avant d'être éventuellement drafté par les White Sox de Chicago. Il fait ses débuts dans les Ligues majeures dans l'uniforme des White Sox le 11 septembre 2003. Il obtient son premier coup sûr en carrière, un double, à son second match, le 18 septembre face aux Twins du Minnesota, ce qui lui permet de produire son premier point dans les grandes ligues. Il joue huit parties en fin d'année pour les Sox, frappant dans une moyenne de,333.
En décembre 2003, les White Sox l'échangent aux Rockies du Colorado pour le joueur d'avant-champ Juan Uribe.

### Rockies du Colorado
À sa saison recrue en 2004 avec Colorado, Miles conserve une très bonne moyenne au bâton de,293 en 134 parties jouées. Il réussit ses deux premiers coups de circuit dans le baseball majeur dans le match du 14 avril face aux Diamondbacks de l'Arizona où il produit six points. Il termine l'année avec six circuits et des sommets personnels (en date de 2009) de 153 coups sûrs et 47 points produits. Il termine 4e au vote de la recrue de l'année dans la Ligue nationale, devant son coéquipier de première année Matt Holliday.
Miles maintient une moyenne de,281 en 99 parties pour les Rockies lors de la saison 2005. En décembre, le voltigeur Larry Bigbie et Miles sont échangés aux Cardinals de Saint-Louis pour le lanceur Ray King.

### Cardinals de Saint-Louis
Aaron Miles participe à la conquête de la Série mondiale 2006 par Saint-Louis. Il frappe deux coups sûrs en trois en Série de championnat de la Ligue nationale, où les Cardinals ont le meilleur sur les Mets de New York.
En 2007, Miles hausse sa moyenne au bâton, qui avait chuté à ,263 l'année d'avant, à ,290 en 133 parties jouées. Le 4 août, dans un cuisant revers de 12-1 des Cardinals devant les Nationals de Washington, Miles obtient par un concours de circonstances l'occasion de lancer pour la première fois. Lorsque l'instructeur des lanceurs de l'équipe, Dave Duncan, dit au manager Tony La Russa que le club a besoin d'un lanceur de courte relève, La Russa pointe Miles en disant qu'il est à 1 mètre 72 le joueur le plus « court » (shortest) de l'équipe. Miles, un lanceur droitier, n'accorde ni point ni coup sûr aux Nationals en huitième manche. Il reviendra lancer à deux autres reprises au cours de son passage chez les Cards, totalisant trois manches au monticule.
Aaron Miles est impliqué dans un accident malheureux le 31 août 2007 avec les Cardinals. Durant un tour au bâton, il frappe une fausse balle qui atteint dans l'œil gauche son coéquipier Juan Encarnación, qui se trouvait au cercle d'attente. Encarnación souffre d'une commotion cérébrale, de multiples fractures à l'orbite et sa vision est aussi affectée du côté gauche. Cet accident provoque la fin de sa carrière.
En 2008, Miles affiche une excellente moyenne au bâton de,317 en 134 parties pour Saint-Louis.

### Cubs de Chicago

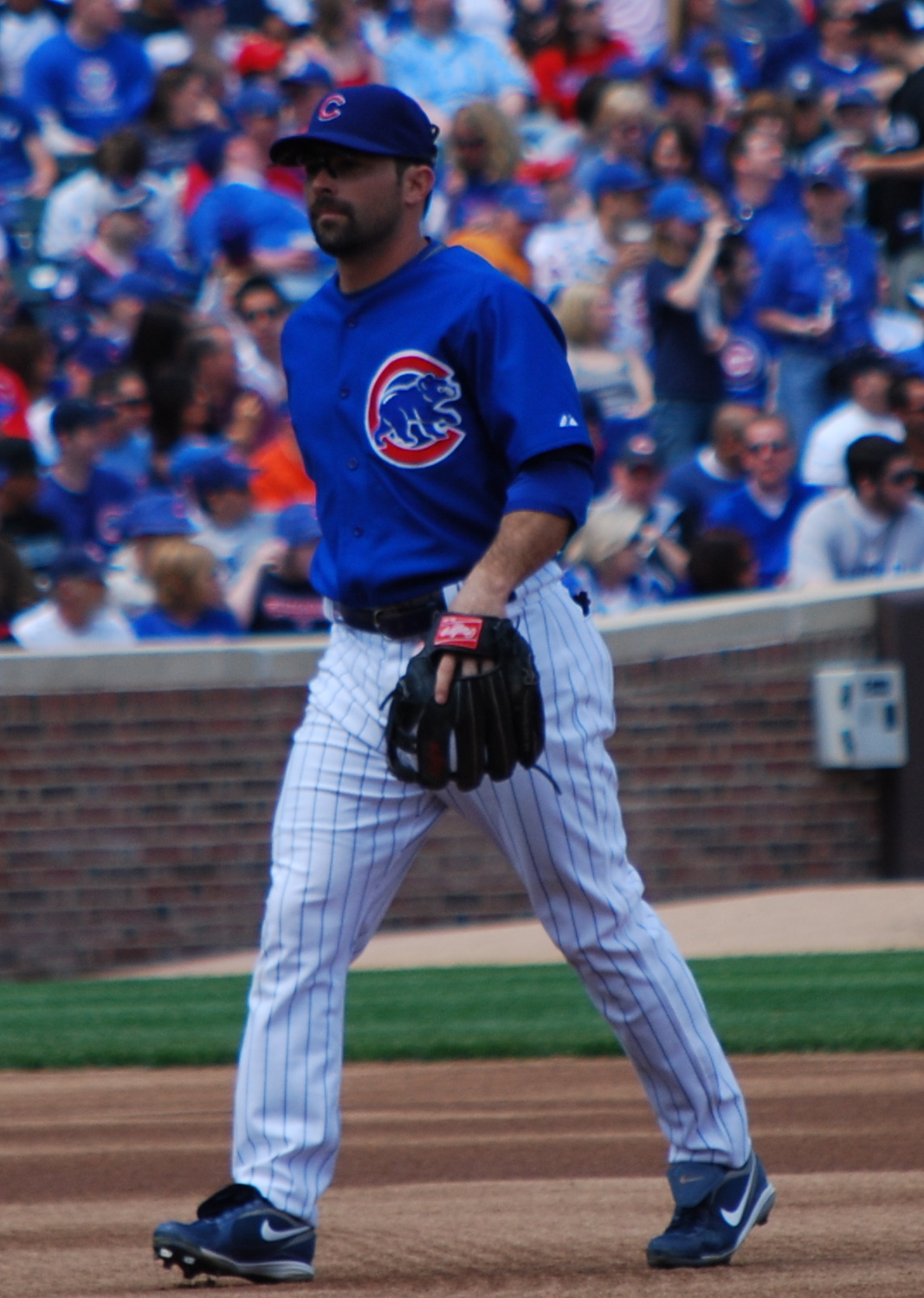
Aaron Miles en 2009 avec les Cubs.

Devenu agent libre, il signe en décembre 2008 un contrat de deux saisons avec les Cubs de Chicago. Cependant, il ne joue que 74 parties en 2009 au cours desquelles il maintient une moyenne au bâton anémique de,185 avec à peine 29 coups sûrs.

### Reds de Cincinnati
En décembre 2009, les Cubs échangent Miles et Jake Fox, un autre joueur d'avant-champ, aux Athletics d'Oakland en retour du lanceur Jeff Gray et de deux joueurs d'avenir (Matt Spencer et Ronny Moria). Miles ne s'aligne pas avec les Athletics, puisque ceux-ci le transfèrent aux Reds de Cincinnati le 1er février 2010 pour le joueur d'avant-champ Adam Rosales et le voltigeur Willy Taveras.
Miles est un joueur de deuxième but qui peut également évoluer à la position d'arrêt-court.

### Cardinals de Saint-Louis
Miles retrouve les Cardinals à partir du 1er juin 2010. Il maintient une moyenne de,281 en 79 parties avec le club. Après la saison, il est joueur autonome.

### Dodgers de Los Angeles
Miles s'aligne avec les Dodgers de Los Angeles pendant la saison 2011. Il produit 45 points, son plus haut total depuis sa première année complète dans les majeures en 2004. En 136 parties pour les Dodgers, il réussit 3 circuits et maintient une moyenne au bâton de ,275. Sans contrat en début de saison 2012, il est de nouveau mis sous contrat par les Dodgers le 11 mai.

## Prise d'otage
En mars 2000, alors qu'il évolue dans les ligues mineures, Aaron Miles est pris en otage dans un motel de Kissimmee, en Floride. Alors qu'il est assoupi dans sa chambre, deux hommes masqués s'introduisent dans le motel et cambriolent les chambres de cinq de ses coéquipiers. L'un des malfaiteurs pointe une arme sur Miles, qui réussit à désarmer l'agresseur après avoir lutté avec celui-ci.